# رابین دنهوم
رابین دنهوم (انگلیسی: Robyn Denholm؛ زادهٔ ۲۷ مهٔ ۱۹۶۳) کارآفرین، حسابدار و مدیر اجرایی اهل استرالیا است، که از نوامبر ۲۰۱۸ تاکنون به‌عنوان رئیس هیئت مدیره شرکت تسلا موتورز فعالیت می‌کند.